# Basisschool Onder de Linde
Basisschool Onder de Linde is de basisschool in het dorp Hegelsom in de Nederlandse gemeente Horst aan de Maas.

## Geschiedenis
De school werd opgericht in een gebied waar elk onderwijs nog ontbrak in 1930 door de zusters Ursulinen uit Grubbenvorst. Zij waren bereid de Heilig-Hartschool in te richten.
Het schoolgebouw werd in de jaren '30 gebouwd. Door leerlingengroei werd het gebouw in de jaren '50 uitgebreid. Na de fusie met de kleuterschool in 1985 kreeg de nieuwe school de naam Basisschool Hegelsom. In 1995 kreeg het gebouw en het schoolplein met inzet van ouders en personeel een facelift. Daarbij kreeg de school zijn huidige naam Onder de Linde, vernoemd naar de lindeboom naast het schoolplein.
In 2000-2001 werd het schoolgebouw uitgebreid.